# Shahrestān di Deylam
Lo shahrestān di Deylam (farsi شهرستان دیلم) è uno dei 10 shahrestān della provincia di Bushehr, in Iran. Il capoluogo è Bandar-e Deylam. Lo shahrestān è suddiviso in 2 circoscrizioni (bakhsh): 
- Centrale (بخش مرکزی)
- Emam Hasan (بخش امام حسن)